# Nannotrigona mellaria
Nannotrigona mellaria là một loài Hymenoptera trong họ Apidae. Loài này được Smith mô tả khoa học năm 1862.